# Aaron Hertzman

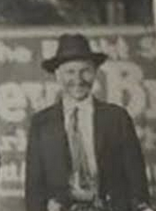
Primera Imagen

Aaron Hertzman (Louisville, 16 de octubre de 1891-Louisville, 16 de agosto de 1970) fue un ejecutivo de fútbol americano. Era el propietario del equipo de Louisville de la National Football League (NFL), conocido como los Brecks desde las temporadas de 1921 a 1923 y como los Coroneles en 1926. También se desempeñó como gerente general del equipo cuando eran los Brecks.

## Primeros años de vida
Hertzman nació el 16 de octubre de 1891 en Louisville, Kentucky, hijo de inmigrantes judíos rusos. Creció en Louisville pero no asistió a la escuela secundaria ni a la universidad, siendo su educación más alta el octavo grado. Trabajaba como taquígrafo para una imprenta en 1910.  Sirvió en la Primera Guerra Mundial en el cuerpo médico del Campamento Henry Knox; tenía cinco hermanos que también sirvieron en la guerra. Más tarde, Hertzman trabajó como contable para American Cap Manufacturing Company, una empresa propiedad de su padre, y llegó a ser vicepresidente en 1923.

## Carrera ejecutiva
Hertzman no tenía experiencia conocida en el fútbol antes de 1921; The Coffin Corner, la publicación de la Asociación de Investigadores de Fútbol Profesional, señaló que «No hay registro de que Hertzman haya jugado... en este momento como lo hicieron algunos entrenadores, o si jugó el juego durante su estadía en el ejército. Quizás Hizo conexiones en el ejército que lo pusieron en contacto con los organizadores de la liga, o tal vez su padre, Jacob, había hecho contactos en uno de sus muchos viajes de negocios en los años previos a la guerra».
Ese año, Hertzman era dueño del equipo de fútbol Breckenridge Athletic Club de Louisville y solicitó ser miembro de la Asociación Estadounidense de Fútbol Profesional (APFA), ahora conocida como National Football League (NFL). La tarifa para ingresar a la liga costaba $25; The Coffin Corner declaró que Hertzman «no tenía ningún gran sueño de que Louisville se convirtiera en una potencia del fútbol», que sus objetivos eran sólo obtener ganancias de su inversión y atraer talentos de renombre a la ciudad. La NFL recibió la tarifa de entrada, pero Louisville no asistió a la reunión anual de la liga en abril; no obstante, fueron admitidos en la liga y al presidente de la liga, Joseph Carr, le gustó la idea de tener un equipo en una ciudad con tradición de béisbol.
Hertzman fue propietario y director general del equipo, que jugaba bajo el nombre de Louisville Breckenridges, o Brecks, para abreviar. El equipo, con sede en Eclipse Park, compiló un récord de 0-2 en la liga en su primera temporada, terminando 18 de 21 equipos; sin embargo, incluidos los oponentes que no pertenecen a la APFA, los Brecks terminaron 4-4-1. La temporada siguiente, el equipo de 16 jugadores reunido por Hertzman obtuvo marca de 1-3 en la recién renombrada NFL para terminar en el puesto 13; con un récord de 3–4–1 en general. Luego, Louisville registró una marca de 0-3 en la NFL en 1923, ocupando el puesto 19 de 20 en la clasificación de la liga y con un récord general de 5-4-1, incluido el juego independiente. El equipo no jugó en la NFL en 1924 y tuvo marca de 3-4-1 antes de retirarse.
En 1926, para competir con la recién formada American Football League (AFL), el presidente de la liga, Carr, decidió aumentar el número de equipos de la NFL, lo que incluyó la reactivación del equipo de Louisville.  Debido al incendio del campo local del equipo, Eclipse Park, no tenían lugar para jugar y, por lo tanto, se reorganizaron en Chicago, Illinois, como un equipo itinerante, bajo el nombre de Louisville Colonels. Hertzman regresó como propietario pero Bill Harley, hermano de Chic Harley, asumió el cargo de director general. Louisville no anotó ni un solo punto, siendo superado 108 a 0, perdiendo los cuatro juegos y empatando en el último lugar de la liga; Posteriormente, el equipo se retiró por última vez.
Después de que Louisville cerró, Hertzman fue elegido miembro de la NFL como Sargento de Armas. Como propietario en la NFL, su récord se situó en 1-12, mientras que tuvo 1-8 como gerente general. A pesar del desempeño de su equipo, más tarde señaló en una carta a Leo Lyons la importancia que su equipo y otros jugaron en el desarrollo inicial de la liga: «La mayoría de los propietarios actuales no saben [nada] de las dificultades por las que pasó Joe Carr para encontrar nuevos clubes cada año, la mayor parte de los cuales sólo duró una temporada, pero contribuyeron con cuotas y evaluaciones, que fueron esenciales para la continuidad de la liga hasta que finalmente se puso en pie. Los tres, cuatro o cinco partidos que llenaron los calendarios de los clubes gobernantes permitió que la liga siguiera adelante».

## Vida posterior
Más tarde, Hertzman se convirtió en presidente de American Cap Manufacturing Company. También trabajó como gerente en el Hotel Berkeley y fue secretario de la Radcliffe Company. A los 50 años, en 1942, se alistó en la Segunda Guerra Mundial. Continuó asistiendo a las reuniones de la NFL hasta c. 1960. Hertzman nunca se casó. Murió el 16 de agosto de 1970 en el Hospital Judío de Louisville, a la edad de 78 años.